# 아일랜드 기타구치역
아일랜드 기타구치 역(일본어: アイランド北口駅, アイランドきたぐちえき)은 일본 효고현 고베시 히가시나다구에 있는 고베 신교통 롯코 아일랜드 선의 역이다. 역 번호는 R04이다.

## 역 구조
섬식 승강장 1면 2선의 고가역이다. 미나미우오자키 방향에 Y글자 모양으로 떨어져 있다.

### 승강장
| 1 | ■ 롯코 라이너 | 마린 파크 방면 |
| 2 | ■ 롯코 라이너 | 스미요시 방면  |

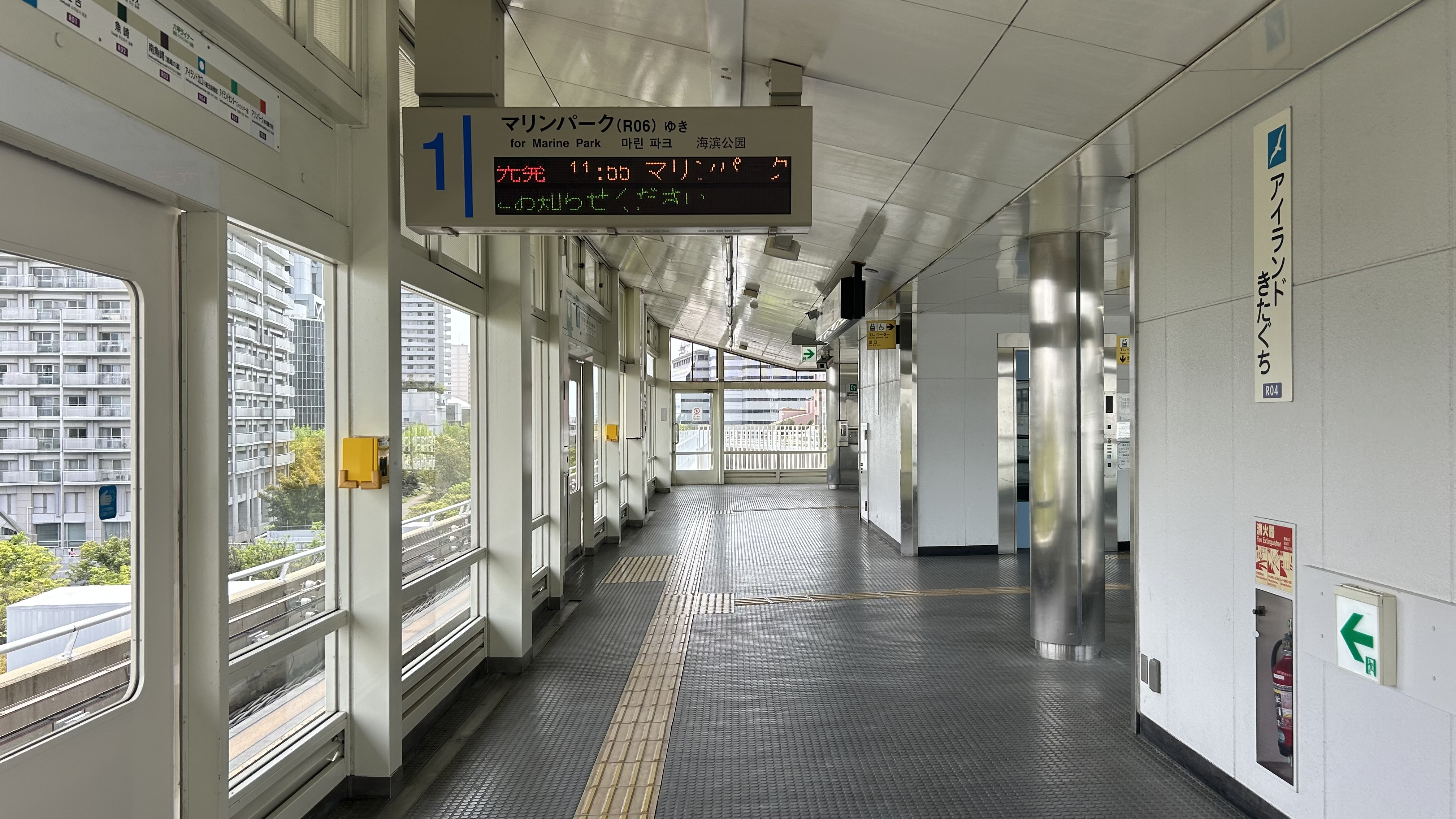
1번선 승강장
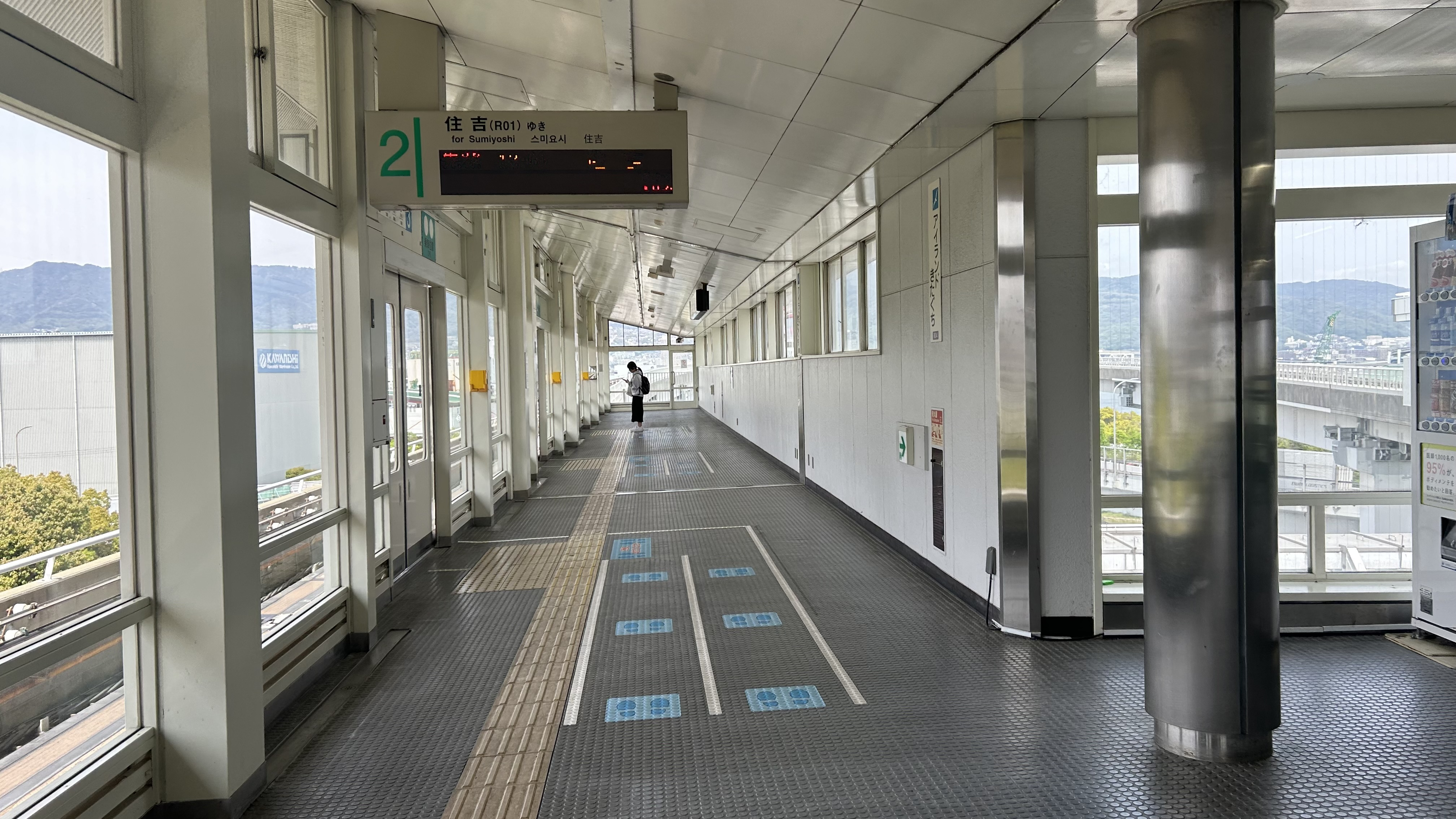
2번선 승강장
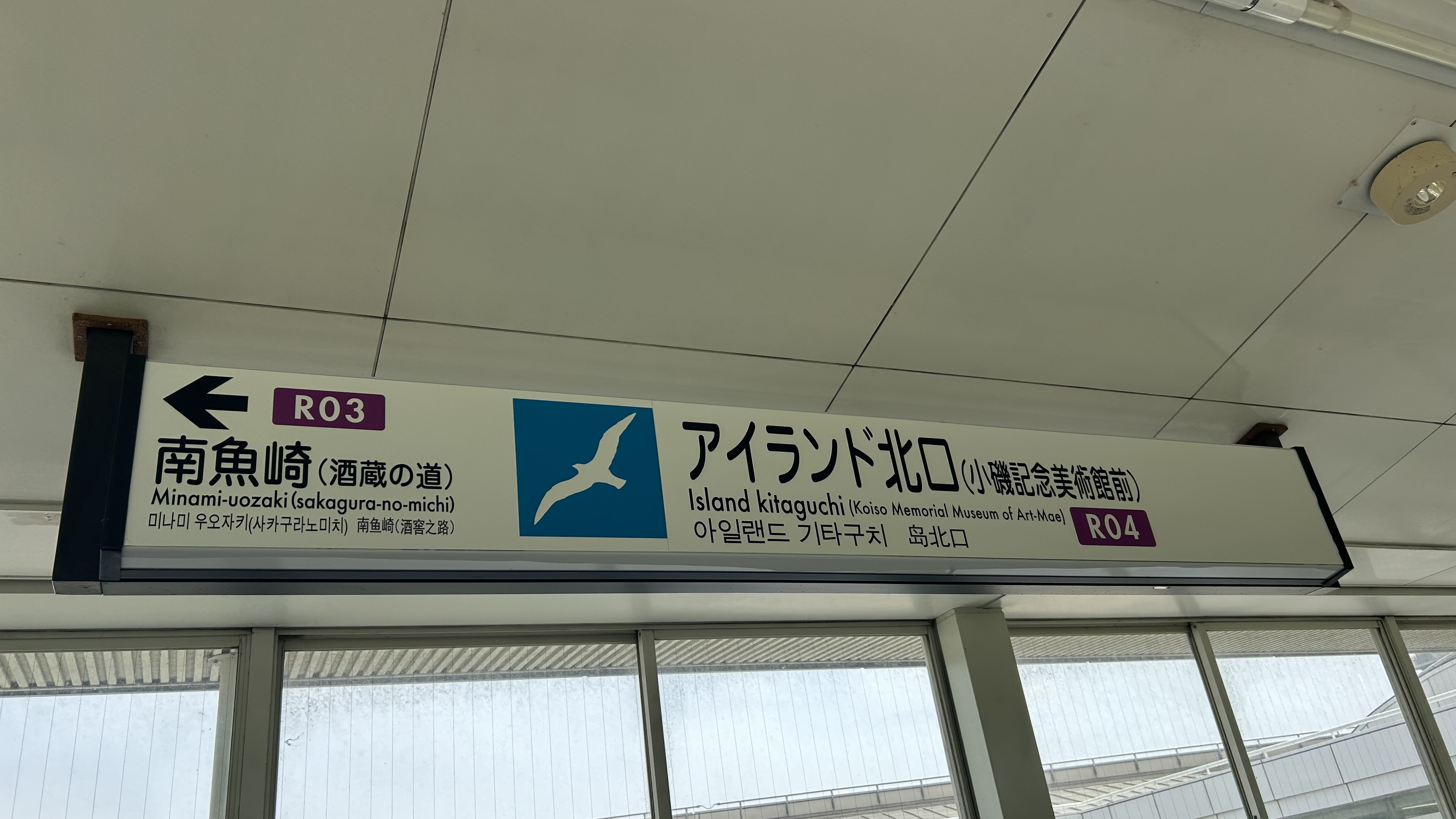
역명 표

## 역 주변
- 고베 시립 고이소 기념 미술관 - 고베 태생의 화가인 고이소 료헤이의 아틀리에와 작품 전시.
- 롯코 아일랜드 공원
- 롯코 아일랜드 시티힐 내 아파트 단지

## 역사
- 1990년 2월 21일: 개업.
- 1995년
  - 1월 17일: 한신・아와지 대지진 피해를 입고 전 구간 운휴.
  - 5월 12일: 당역 ~ 마린 파크 역 구간이 복구되어 영업 재개.
  - 8월 23일: 전 구간이 복구됨.

## 사진

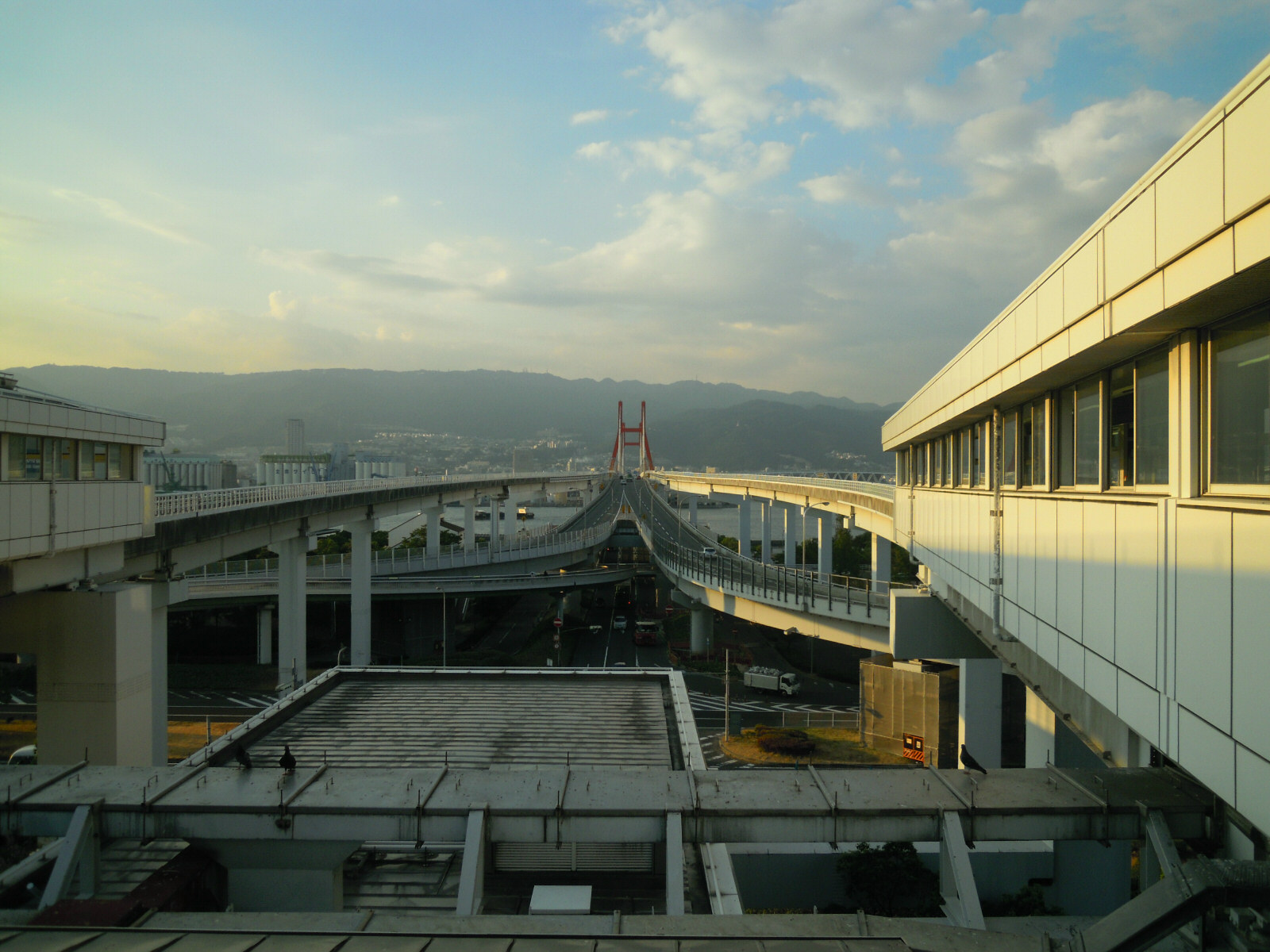
내부에서 본 역 전경
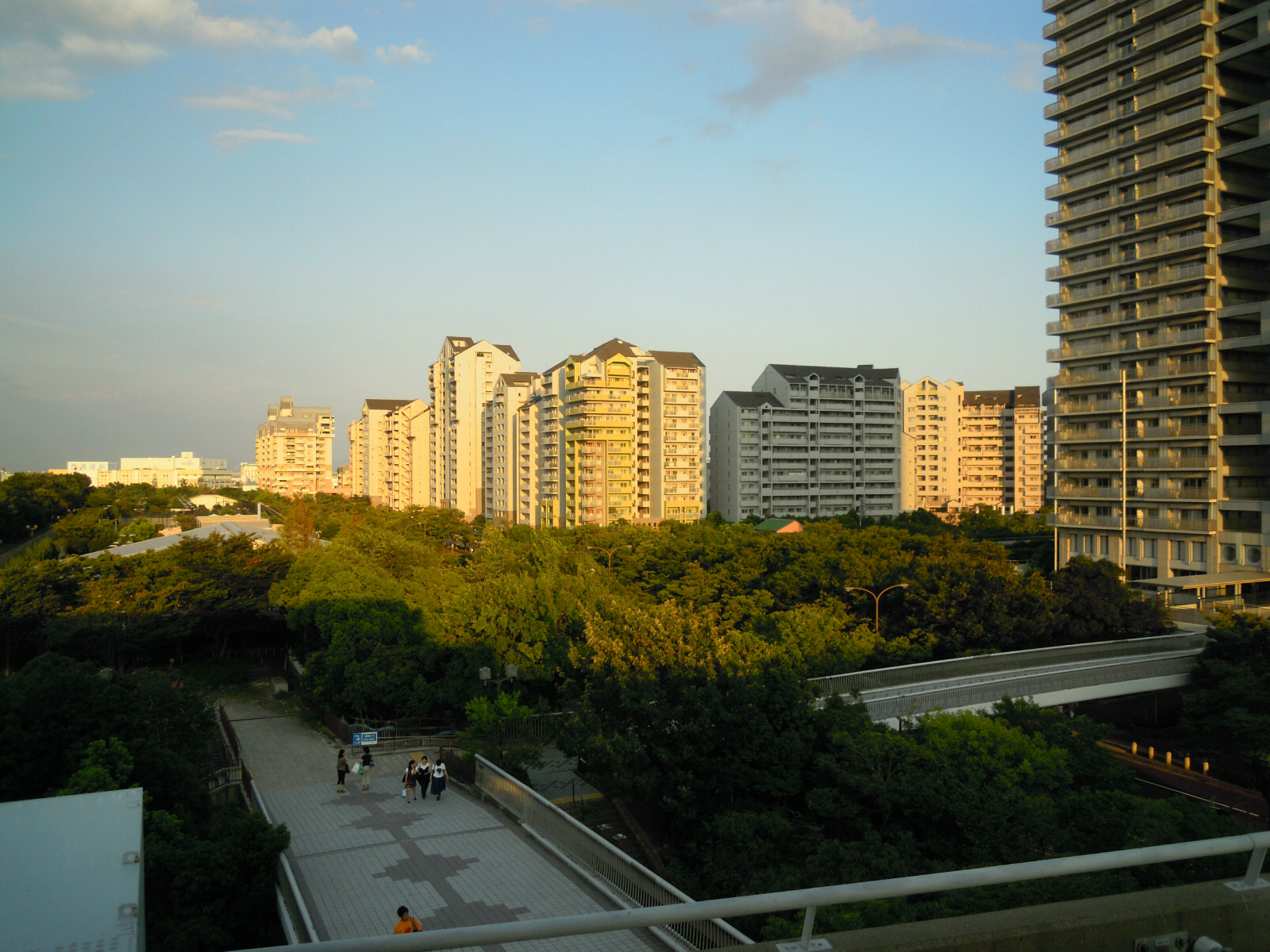
역전 광장
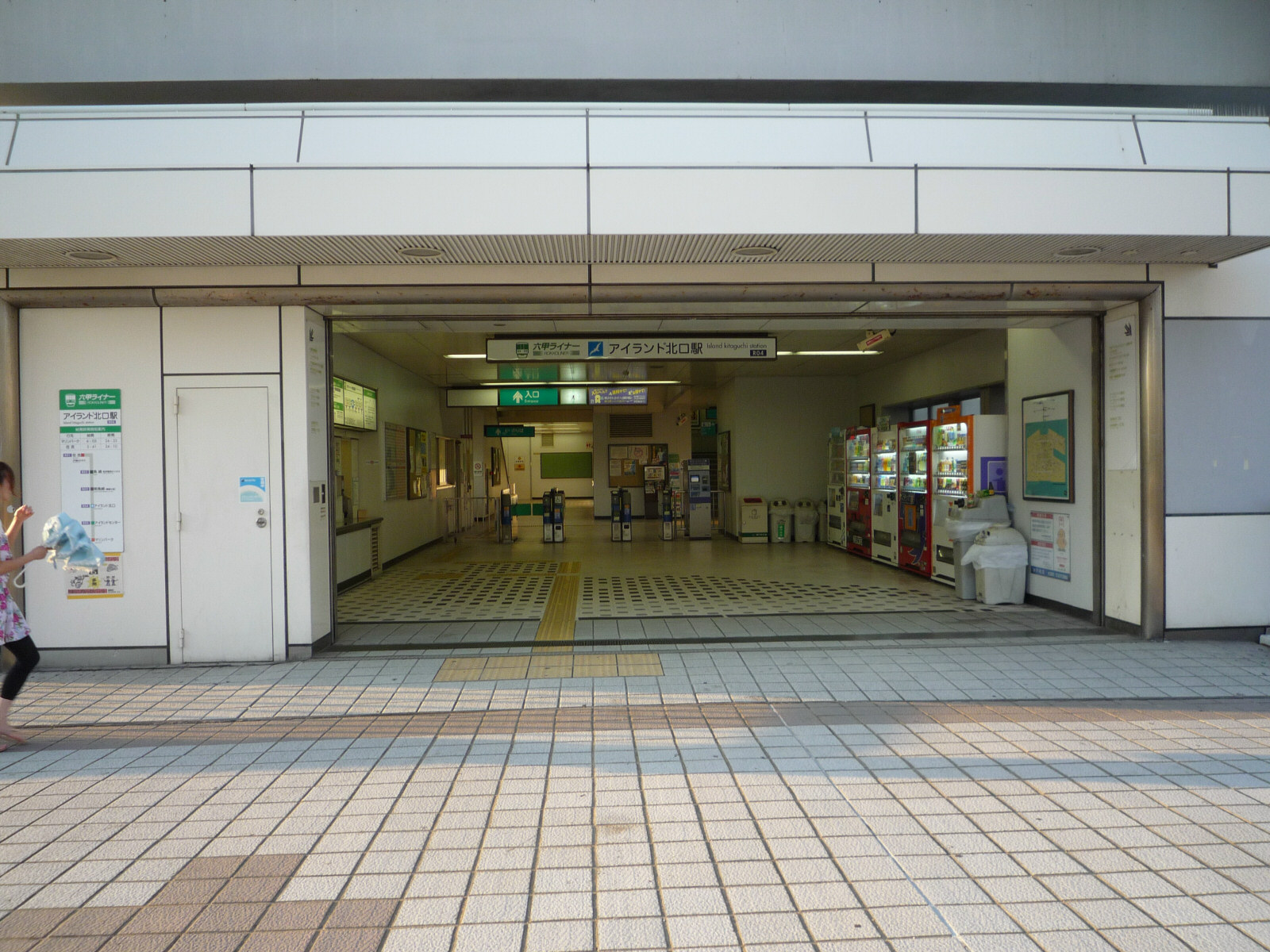
개찰구

## 인접역
| 고베 신교통 ■ 롯코 아일랜드 선 (롯코 라이너) | 고베 신교통 ■ 롯코 아일랜드 선 (롯코 라이너) | 고베 신교통 ■ 롯코 아일랜드 선 (롯코 라이너) |
| -------------------------------------------- | -------------------------------------------- | -------------------------------------------- |
| R03 미나미우오자키 스미요시 방면             |                                              | 아일랜드 센터 R05 마린 파크 방면             |